# 편싸움놀이
편싸움놀이는 대한민국의 전통 민속놀이이다.

## 정의
편싸움놀이는 성인 남성이 중심이 되어 부락단위로 대항전을 벌이는 것으로, 서로 돌을 던져 승패를 겨루는 상무적(尙武的)인 것이기는 하나 한편 사상자가 발생할 정도로 매우 위험한 경기라고 볼 수 있다. '석전(石戰)'이라는 이름으로 더 많이 불리며 '편쌈', '변전(邊戰)', '편전(便戰)'이라고도 한다.

## 방법
별다른 방법은 없고 두 편의 사람들이 돌멩이를 마주 던지며 싸우다가 누가 먼저 쫓겨 달아나느냐의 여부에 따라 승부를 가린다. 놀이가 격렬해지면 백병전을 펼치기도 한다.

## 유래
최초의 근원은 알 수가 없지만 원시시대 부족들이 적으로부터 자신들의 방어목적으로 돌을 무기로 사용했을 것으로 짐작된다. 철기문화가 발전하지 않았던 시기에 돌은 생활도구와 무기의 역할을 동시에 해내는데 편싸움 놀이는 이 것에서 발전된 놀이로 판단된다.

## 발전

### 삼국시대
편싸움놀이가 문헌상 최초로 기록된 예는 고구려 <<수서>>의 <동이열전>이다. 이곳에는 매년 초에 패수에 모여서 놀 때 왕이 신하들을 좌우 두 편으로 나누어, 서로 물을 끼얹고 돌을 던져가며 소리 지르고 달리고 쫓는 놀이를 두세 번하고 그친다고 기록되어있다.
<<삼국사기>>를 보면 신라에는 '석투당'이라는 돌팔매 군대가 조직되어 있어 돌싸움이 군사적인 용도로도 활용되었음을 증명한다.
삼국시대의 편싸움놀이는 주로 정 초에 실시하였다.

### 고려시대
고려에는 '석투반(척석군)'이라는 돌팔매질 부대가 있었다. 공민왕 연간에 격구와 석전을 금지했다는 기록이 있는 것으로 보아 민간에서도 돌싸움이 있었음을 짐작할 수 있다.
<<고려사>> <신우전>을 보면 단오에 각기 편을 지어 깨진 기와 조각이나 짧은 막대기로 서로 던지거나 치면서 싸우는 것을 돌싸움이라 한다는 기록이 있다. 고려 말까지도 편싸움놀이가 이어졌음을 알 수 있는데, 싸움의 형태는 삼국시대의 것과 비슷하다. 우왕은 거의 매년 직접 편싸움놀이를 구경했는데 구경한 후에 편싸움에 능한 사람 몇 명을 불러 술과 몽둥이를 상으로 주어 기예를 발휘하게 하였을 정도로 편싸움놀이를 즐겼다.
고려시대의 편싸움은 주로 단오에 실시되었다.

### 조선시대
태종 이방원은 편싸움에 관심이 많았는데 이로 인해 억지로 구경하는 경우가 많았던 세종은 재위 11년 편싸움을 금했으나 예종 1년에 공식적으로 다시 시행되었다. 이후 성종 4년에 동대문 밖에서 편싸움을 금지했다는 기록이 있으나 특정 지역을 거론했으므로 모든 지역에서 편싸움을 금지하지는 않은 듯하다.
반면 명종 10년에는 '석전군'으로 김해 사람 1백 명을 뽑았다고 되어 있어서 전투부대로서 석전군도 계속 유지되었던 것 같다. 전투에 석전이 활용된 예는 행주대첩이었는데 전문적인 척석군이 동원되지는 않았지만 돌싸움이 전술로 활용된 것은 분명하다. 조선 후기에 총기가 발달하면서 척석군은 실전에서 점점 효용가치를 잃어갔다. 이후 영조 47년에는 다시 편싸움을 금했는데 민간에서는 이 금지령이 효력을 발휘하지 못했다.
<<동국세시기>>에는 정월 보름날이 되면 서울의 동서남(東西南)의 3대문 밖의 사람들이 두 패가 되어 몽둥이나 돌을 들고 맞서서 만리현(萬里峴)에서 싸움을 벌이는데 이것을 변전(邊戰：편싸움)이라고 하며, 쫓겨 달아나는 편이 지는 것이라고 기록되어 있다. 만일 3문밖 사람이 이기면 경기도 지방에 풍년이 오고, 애오개편이 이기면 그 밖의 지방에 풍년이 든다고 한다. 그런데 이 싸움에는 용산이나 마포의 불량 청소년들이 작당하여 애오개편을 들며, 싸움이 한창일 때는 고함소리가 매우 요란스러웠고, 머리를 싸매고 공방전이 벌어지면 이마가 깨지기도 하고 팔이 부러지기도 하여 피를 보아도 그치지 않았다. 심지어 사상자가 발생하여도 개의하는 법이 없을 뿐 아니라, 만일 목숨을 잃는다 해도 아무런 보상이 없다. 이 싸움이 벌어질 때는 인근 사람들은 돌에 얻어 맞을까 두려워 모두 몸을 피한다. 감독관청에서 금지령을 내려도 고질화된 이 관습은 고쳐지지 않았다. 성안의 소년들도 이것을 본따서 종로 네거리나 비파정(琵琶亭：관수동에 있던 정자) 근처에서 역시 편싸움을 하였고, 성 밖에서는 만리현 외에 우수현(雨水峴：후암동 근처)에서도 벌어졌다.

### 일제강점기
일제는 민족혼 말살정책으로 대한민국의 민속놀이를 금지하였는데 편싸움도 이에 해당되어 중지되었다. 해방 이후에 다시 부활하여 1970년까지 그 전통이 이어져왔으나 점차 사라졌다.

## 의의
편싸움은 기개와 용맹이 돋보이는 전통 민속놀이로 백성들의 단합과 용맹성을 기르는 데에 그 의의가 있었다.

## 지역사례
편싸움은 전국에 널리 퍼져 있었지만 그 중 평양 지방의 편싸움이 가장 크고 치열했다. 영조는 편싸움을 금지할 때 평양의 편싸움을 예로 들었고 최남선도 <<조선상식>>에서 평양을 '석전향(石戰鄕)'으로 꼽을 정도였다. 평양의 편싸움은 3일 정도 계속되었으며, 사상자가 발생하거나 다치는 일에 대해 주민들이 별로 신경 쓰지 않았다.